# Birgit Rausing
Kirsten Birgit Solveig Rausing, född Mayne 26 oktober 1924 i Simrishamn, är en svensk konsthistoriker och författare.
Birgit Rausing är  filosofie kandidat och blev 1990 filosofie hedersdoktor vid Lunds universitet. Hon arbetade som konstkritiker i dagspressen under 1950-talet. Hon har medverkat i Allhems konstnärslexikon och skrivit flera konstnärsmonografier, i första hand om kvinnliga konstnärer med anknytning till Skåne, exempelvis Tora Vega Holmström, Ester Almqvist, Ellen Trotzig och Agda Holst. Rausing har även dokumenterat sin far, konstnären Henry Mayne. 
Hon grundade 1995, tillsammans med sin man, Birgit och Gad Rausings stiftelse för Humanistisk Forskning med ändamål att i Sverige och utomlands främja avancerad vetenskaplig svensk forskning inom humaniora, i första hand inom arkeologi, historia, konstvetenskap, litteraturvetenskap och språkvetenskap.
Birgit Rausing är sedan 2000 korresponderande ledamot (nummer 261) i Vitterhetsakademien. Hon tilldelades 2015 Hans Majestät Konungens medalj, 12:e storleken i Serafimerordens band, för framstående insatser för svensk kultur.
Birgit Rausing är dotter till Henry Mayne och Ester Svensson. Hon gifte sig 1949 med industrimannen Gad Rausing. De fick barnen Kirsten Rausing, Finn Rausing och Jörn Rausing. År 2000 ärvde hon, tillsammans med sina tre barn, Tetra Laval-koncernen efter maken. Hon bor sedan 1980-talet i Schweiz och i Simrishamn.

## Bibliografi i urval

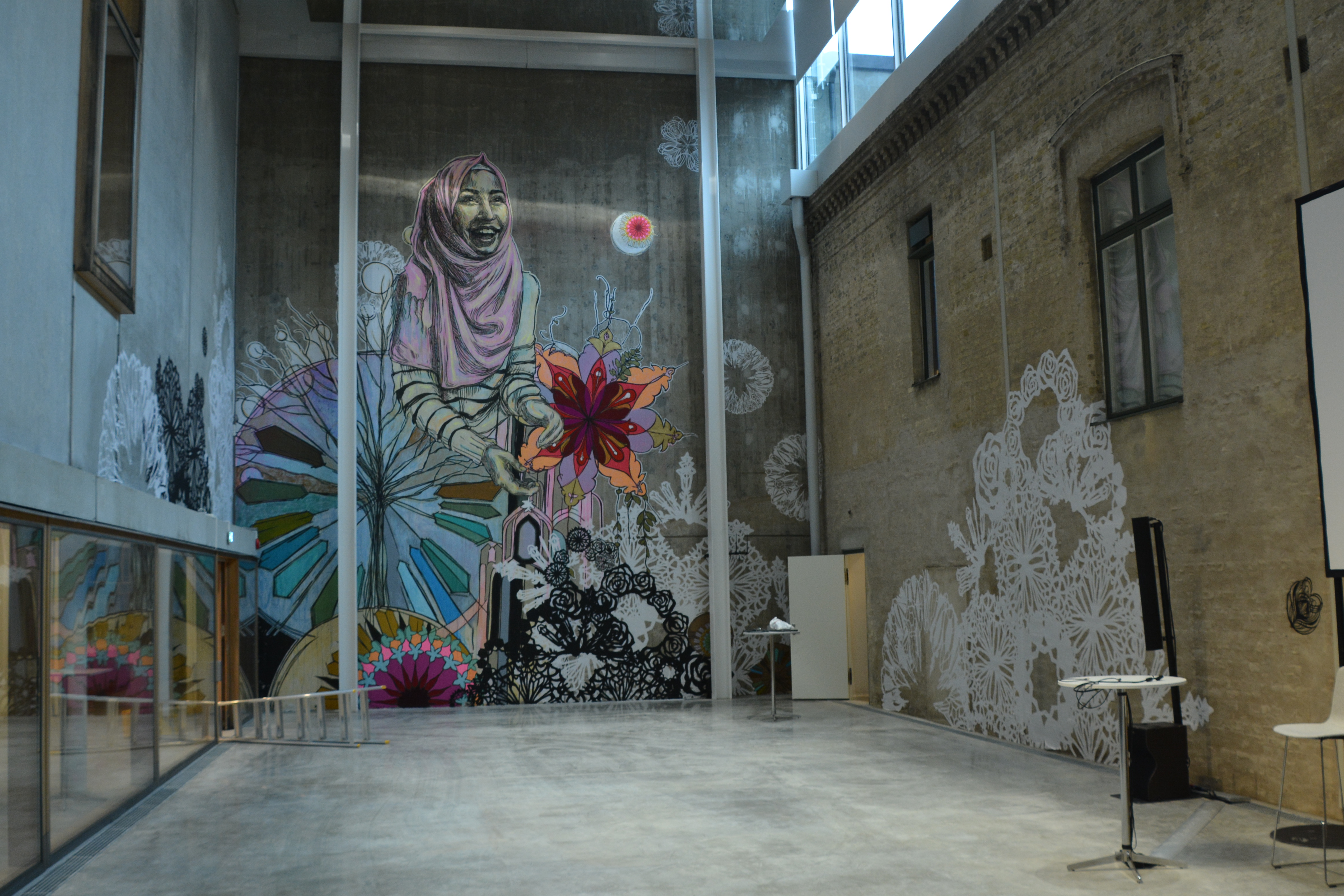
Birgit Rausings sal i Skissernas museum i Lund